# Simon Njami
Simon Njami, né le 4 janvier 1962,  est un écrivain, commissaire d’exposition, essayiste et critique d’art camerounais.
Il est spécialiste de l'art contemporain et de la photographie en Afrique. Il est aussi formateur en art critique et curatorial.  

## Biographie
Simon Njami est né en 1962 à Lausanne, de parents camerounais. Son père est un théologien protestant et un professeur de philosophie et mère une psychiatre lacanienne.
Il publie son premier roman Cercueil et Cie en 1985, inspiré par les personnages du romancier américain Chester Himes, les détectives Ed Cercueil et Fossoyeur Jones, qu’il déplace de Harlem dans le Paris noir des années 80, sur les traces de Himes, où ils rencontrent le journaliste camerounais Amos Yegba, engagé dans une enquête entre Johannesbourg, Paris et New York. Après Les Enfants de la Cité et Les Clandestins, parait African Gigolo en 1989 où l’écrivain fait le portrait de Moïse, dandy africain et séducteur adepte du terrorisme verbal, exploitant à l’envi les fantasmes que les femmes et les hommes nourrissent sur le mâle noir. Simon Njami est l’auteur de deux biographies : l’une de l’écrivain noir américain James Baldwin et l’autre de Léopold Sédar Senghor, l’un des pères de la Négritude. Il a écrit plusieurs nouvelles, des scénarios pour le cinéma et des films documentaires. 
Il cofonde en 1991, avec Jean-Loup Pivin, la Revue Noire, magazine consacré à l’art africain contemporain et extra-occidental,. 
Il est un temps professeur invité à l'Université de Californie à San Diego (UCSD). Après avoir créé le Festival Ethnicolor en 1987, il conçoit de nombreuses expositions et est l’un des premiers à présenter sur des scènes internationales les œuvres d’artistes africains contemporains. Il est le directeur artistique des Rencontres de Bamako, la Biennale africaine de la photographie, de 2001 à 2007. 
Simon Njami conçoit l'exposition Africa Remix, présentée à Düsseldorf (Museum Kunstpalast), Londres (Hayward Gallery), Paris (Centre Pompidou), Tokyo (Musée d'Art Mori), Stockholm (Moderna Museet) et Johannesbourg (Johannesburg Art Gallery), de 2004 à 2007,. Il est le co-commissaire du premier Pavillon africain à la 52e Biennale de Venise. Il participe également à l’élaboration de la première foire africaine d’art contemporain, qui s’est tenue à Johannesbourg en 2008, et  assure la direction des Triennales de Luanda (it) et de Douala (2010), et le directeur artistique de Picha (Biennale de Lubumbashi – 2010), entre autres expositions et manifestations internationales.
L'exposition La Divine Comédie,, inaugurée en mars 2014 au Museum für Moderne Kunst (MMK) à Francfort, puis au SCAD Museum à Savannah, USA (octobre 2014 - janvier 2015), et enfin au Smithsonian/ African Art Museum (avril - novembre 2015) , réunit 40 artistes africains autour de l'œuvre de Dante. L'exposition se divise en trois mondes: le Paradis, le Purgatoire et l'Enfer, dans lesquels le public est invité à voyager.
Simon Njami est le directeur artistique de la 12ème et de la 13ème édition de Dak'art, la Biennale de Dakar en 2016 et 2018,
. Il est aussi le curator de l'exposition Afriques Capitales qui s'est tenue à la Villette Paris au printemps 2017 et à la Gare Saint-Sauveur à Lille, d'avril à septembre 2017. 
Il est l'auteur de deux expositions qui se sont tenues Rome : "Io è un Altro" à la Galleria Nazionale et "Metropolis" au MAXXI. 
Il a ouvert l'exposition "Behind the Garden", une exposition monographique de Mehdi-Georges Lahlou au Botanique, Bruxelles (septembre-novembre 2017), et "Structures of Identities : Photography from the Walther Collection" au Museo Amparo à Mexico (octobre 2017 - février 2018).
Il a participé à de nombreux jurys et est le secrétaire du jury spécialisé du World Press Photo. Njami est le conseiller artistique de la fondation Sindika Dokolo (Luanda) et le directeur artistique de la fondation Donwahi (Abidjan), et est membre des conseils scientifiques de nombreux musées.
Il dirige AtWork, un projet numérique itinérant réalisé avec la fondation lettera27, en partenariat avec Moleskine (Srl), ainsi que les masterclasses panafricains de photographie, projet qu’il a conçu avec l’Institut Goethe.

## Publications

### Romans
- Cercueil et Cie, Lieu Commun, Paris, 1985
- Les Enfants de la Cité, Gallimard, coll. « Folio Junior », Paris, 1987
- African Gigolo, Seghers, 1989
- Les Clandestins, Gallimard, coll. « Folio Junior », Paris, 1989

### Biographies
- James Baldwin ou le devoir de violence, Seghers, Paris, 1991,  (ISBN 978-2232102479)
- C’était Senghor, Fayard, Paris, 2006,  (ISBN 978-2213629766)

## Expositions (sélection)
Années 2010
- Love etc, Festival International des Textiles Extraordinaires (FITE), Clermont-Ferrand, France, 23 septembre 2020
- Déviations, Festival International des Textiles Extraordinaires (FITE), Clermont-Ferrand, France, 18 - 23 septembre 2018
- The Studio, Kampala Art Biennale, Ouganda, 24 août - 24 septembre 2018
- African Metropolis. Una Città immaginaria, MAXXI, Rome, Italie, 22 juin - 4 novembre 2018
- L'Heure Rouge, 13ème Biennale de Dakar, Sénégal, 3 mai - 2 juin 2018
- Io è un Altro, Galleria Nazionale, Rome, Italie, 20 mars - 24 juin 2018
- Structures of Identities : Photography from the Walther Collection, Museo Amparo, Mexico, Mexique, 21 octobre 2017 - 7 février 2018
- Behind the Garden, exposition monographique de Mehdi-Georges Lahlou, Botanique, Bruxelles, Belgique, 14 septembre - 5 novembre 2017
- Vers le cap de Bonne -Espérance - Afriques Capitales, Gare Saint-Sauveur, Lille, France, 6 avril - 3 septembre 2017
- Métropolis - Afriques Capitales, Grande Halle de la Villette, Paris,  29 mars -  28 mai 2017
- La Cité dans le jour bleu, 12e édition de Dak'art, Biennale de Dakar, 3 mai - 2 juin 2016
- Santu Mofokeng, Mets Solo, Fondazione Fotografia, Modena, mars 2016
- Something else, Off Biennale Cairo, Le Caire, du 28 novembre au 16 décembre 2015
- Après Eden, la Maison Rouge, Paris, du 17 octobre au 17 janvier 2015
- Xenopolis, Deutsche Bank KunstHalle, Berlin, du 16 septembre au 8 novembre 2015
- The Divine Comedy, Smithsonian Institution - African Art Museum, Washington, USA,  du 8 avril au 1er novembre 2015
- The Divine Comedy, SCAD Museum, Savannah, USA, du 17 octobre 2014 au 25 janvier 2015
- The Divine Comedy, MMK (Museum für Moderne Kunst), Frankfurt am Main, 2014
- Wir sind alle Berliner, SAVVY Contemporary, Berlin, Allemagne, du 15 novembre 2014 au 28 février 2015
- Portrait of Marrakech, Magnum Photos and Marrakech Museum for Photography and Visual Art (MMP+), 2013
- Art at Work, coproduit par le Palais des Beaux-Arts, Bruxelles, cocurateur avec David Adjaye, Kampala, Ouganda, 2012.
- Dokolo/Revue Noire Collection, Bamako encounters, 2011
- Moataz Nasr, Chain reaction, Château de Blandy, France, 2011
- Art at Work, coproduit par le Palais des Beaux-Arts, Bruxelles, cocurateur avec David Adjaye, Ouagadougou, Addis Ababa, 2010
- A Collective Diary, Herzilya Museum, Israel, 2010
- Fiction#3, Bili Bidjocka, Abbaye de Maubuisson, France, May 2010
- A useful dream, Palais des Beaux-Arts, Brussels, June 2010
- As you like it (First African contemporary art fair), Johannesburg, March 2008
- Artistic director of the Luanda Triennale, sept/dec 2010
- Artistic Director of Picha (Lubumbabshi biennale), Oct 2010
- Artistic director of SUD (Douala triennale), dec 2010

Années 2000
- Ordinary pain, Noorderlicht festival Groningen, September 2009
- Made in Africa, The Dokolo Collection, National Museum, Nairobi, 2009
- Beyond the Desert, Darb 1718, Cairo, 2009
- Cocurateur of the First African Pavilion at the 52e Venice Biennale, 2007
- The Invention of memory, Réunion Island, September 2007
- Chief curator of the VIIe Rencontres de Bamako, November 2007
- L’image révélée, Tunis, 2006
- Cities scape, ARCO 2006
- Chief curator of les Rencontres africaines de la Photographie, Bamako, 2005
- Africa Remix, Düsseldorf, Londres, Paris, Tokyo, Stockholm, Johannesburg, 2004/2007
- Un prisme lucide – photographies, Biennale de São Paulo, São Paulo, 2004
- Chief curator of les Rencontres africaines de la Photographie, Bamako, 2003
- Up and Coming, ARCO, Madrid, 2003
- Cocommissaire de Next Flag, Bruxelles, Zürich, 2002
- Chief curator of les Rencontres africaines de la Photographie, Bamako, 2001
- Le temps de l'Afrique, Las Palmas, 2000, Madrid, 2001
- Biennale d’Art contemporain de Dakar (cocurateur), Dakar, mai 2000

Années 1990
- L'Afrique par elle-même, photographies (cocurateur), Paris, São Paulo, Londres, Bamako, Washington, Berlin, Le Cap, 1998/1999
- Traces of Identity, photographies, Toronto, 1997
- Suites Africaines (cocurateur), Couvent des Cordeliers, Paris, 1997
- Die Andere Reise, Vienne, 1996
- Otro Pais, Las Palmas, Palma de Majorque, Barcelone, 1995
- Paris Connection, Paris/San Francisco, 1991

Années 1980
- Ethnicolor, Paris, 1987

## Textes et coéditions (sélection)
- Le prince à la tour abolie, Thierry Fontaine, L'Invention d'une île, 2014
- Le cœur absolu, on the V12 Laraki by Eric van Hove, monography Marrakech,  2014
- Heaven can wait, introduction au catalogue du photographe Thabiso Sekgala, 2014
- Une hétérochronie permanente, introduction à la 5e édition de la Biennale de Marrakech , 2014
- The Burst of Silence, Deutscher Pavilion 2013, 55th International Art Exhibition, edited by Susanne Gaensheimer, Gestalten, 2013
- Communautés imaginées, État des Lieux, Symposium sur la création d'institutions d'art en Afrique, sous la direction de Koyo Kouoh, Hatje Cantz et Raw Material Company, Dakar, 2013
- Issa Samb (The stranger), Word ! Word ? Word !, édité par Koyo Kouoh, Office for Contemporary Art Norway (OCA) and Raw Material Company, 2013
- Zwelethu Mthethwa, a contemporary myth, Revue Noire/La Fabrica, 2012
- Of Curating and Audiences/ Art at Work, 2012
- Allons enfants !, in Intense Proximité, Une anthologie du Proche et du Lointain, La Triennale, 2012
- Ananias Léki Dago, Fragments, Goethe-Institut Nairobi, 2012
- Sam Nhlengethwa, Variations on a thème, 2012
- Invisibility, Fondazione di Venezia, Venice, 2012
- Fictional Faculties, IUAV, University of Venice, Venice, 2012
- Stabat Mater, an introduction to the work of the Haïtian artist Mario Benjamin, Revue Noire, Paris, 2012
- The Re-enchantment of the World, an introduction to the work of the Congolese artist Pume, Revue Noire, Paris, 2012
- The Impudence of the Stars, in Light Years, an exhibition of the Spanish artist Eugènia Balcells, Edicions de l’Eixample, Barcelona, 2012

- Samuel Fosso, a dandy in Bangui, Revue Noire/La Fabrica, 2011
- Editor of the artist’s book, Moataz Nasr, The other Side of the Mirror, Gliori publishers, 2010
- Yinka Shonibare, MBE : le masque transparent, Exhibition book of Yinka Shonibare’s Works, Nouveau Musée National de Monaco, 5 Continents, 2010
- Me and Ms A., Exhibition book of Jane Alexander’s works, 2010
- Dorian Gray in Bangui, works by Samuel Fosso, La Fabrica/Revue Noire Publishers, France, Spain, 2010
- Street Urchin, works by Kiluanji Kia Henda, Steidl publishers, Germany, 2010
- Une illusion sophistiquée (avec la photographe Aida Muluneh), 2009
- Un mystère à conserver (on the French photographer Laurence Leblanc), 2009
- The constant Gardner, an introduction to Mechac Gaba’s work, 2009

- Introduction to Ingrid Mwangi’s works (catalogue), 2008
- Introduction de Andrew Tshabangu’s works (monograph), 2008
- Introduction to Moataz Nasr’s works (catalogue), 2008
- Introduction to Ghada Amer’s works, 2007
- Introduction to Youssef Nabil’s works (catalogue), 2007
- L’image révélée, catalogue of exhibition, 2006
- Guy Tillim : Jo'burg, Portrait of a City, Portfolio Magazine, 2006

- Amal Kenawy, catalogue de la Biennale de Sydney, 2005
- Editor of L’Afrique en regards, une brève histoire de la photographie, Filigranes, Paris, 2005
- Claude Rosticher : la poésie à l’œuvre, Monaco, 2004
- Chaos et Métamorphose, introduction à l’exposition Africa Remix, Hatje Cantz, 2004
- A Young Woman in Quest, the work of Loulou Cherinet, catalogue Biennale de Sydney, 2004
- Zineb Sedira, An Assumed Autobiography, Corner House, London, 2004
- Le mystère révélé/ The Mystery revealed, introduction au catalogue des Vè Rencontres de la Photographie Africaine de Bamako, Eric Koehler, Paris, 2003
- The End of the Empire, catalogue de l’exposition Happyness, Mori Art Museum, Tankosha Publishing Co, Kyoto/Tokyo, 2003
- Mozart and Me, Fernando Alvim – the Psychoanalysis of the World, Ingrid Mwangi, 2003
- Memory in the Skin, Looking both Ways catalogue, Museum for African Art, New York, Snoeck, Gent, 2003
- Lettre à une jeune fille, in Babylon Babies –Marie-Jo Lafontaine, Hatje Cantz, 2003

- Codirecteur et coauteur de the Antholoy of XXth Century African Art, Revue Noire, Paris, 2001, DAP, New York, 2002
- Cocurateur and coauteur of BLINK, photographies, Phaïdon, London, 2002
- Jane Alexander, A Turbulent Silence, introduction to the catalogue of Daimler Chrysler Award, Hatje Cantz, 2002
- El Corazon de las luces, in Planeta Kurtz, Random House Mondadori, Barcelona, 2002
- Cronicas del hijo de un siglo, Espacio C, Camargo, 2002
- A certain View of Mankind, for the exhibition Portraits of Pride, Samuel Fosso, Seydou Keita, Malick Sidibé, Moderna Museet Stockholm, Raster Forlag, 2002
- Das doppelte glück der sanftmut und der bitterkeit, in the catalogue of Africa Apart, NGBK, Berlin, 2002
- Pascale Marthine Tayou, Between himself and the Other, with Pierre-Olivier Rollin, text for the Documenta 11, published by the Communauté Wallonie-Bruxelles, 2002
- Chroniques d’un millénaire / Chronicles of a Millennium, introduction au catalogue des IVe Rencontres de la Photographie Africaine de Bamako, Eric Koehler, Paris, 2001
- Les Spores de l’étamine, in the catalogue of the exhibition Afriques, Barcelona, 2001
- Der Kurator als Nackter König, Kontextualisierung und Dekontextualisierung, in the catalogue South meets West, Kunsthalle Bern, 2000
- L’invention de la vie, in Peut-on être vivant en Afrique, Presses Universitaires de France, 2000
- Codirecteur and coauteur of the Anthology of African Photography, Revue Noire, Paris, 1997, DAP, New York, 1999
- Codirecteur de Pierre Verger, Le Messager, photographies, Revue Noire, Paris 1993, DAP, New York, 1996
- Codirecteur and coauteur of Rotimi Fani-Kayodé et Alex Hirst, Photographs, Revue Noire/Autograph, Paris/Londres, 1996
- Remembrance of things Past, Ten years of debate about African Contemporary Art, Tobu Museum of Art, 1998
- El Anatsui, un artiste sur le fil de l’histoire, in El Anatsui, A Sculpted History of Africa, October Gallery, Saffron Books, London, 1998
- Ethnicolor, édité avec Bruno Tilliette, Autrement, Paris, 1987

## Filmographie

### Cinéma
- Le Président, de Jean-Pierre Bekolo, 2013
- Le Complot d'Aristote (scénario), de Jean-Pierre Bekolo, 1996
- Black Mic-Mac (collaboration), de Thomas Gilou, 1986

### Documentaires
- Lhoooby, sur l’art africain contemporain, coréalisé et écrit avec Pascale Marthine Tayou et Jean-Loup Pivin, Arte, 1997
- Black Power, Black Music, dans le cadre d’une « Thema » écrite et réalisée avec Jean-François Bizot, Arte, 1994